# كاميرون غرين
كاميرون غرين (3 يونيو 1999 - ) (بالإنجليزية: Cameron Green) هو لاعب كريكت أسترالي. لعب مع فريق غرب أستراليا للكريكت ‏ وPerth Scorchers ‏.

## وصلات خارجية
- كاميرون غرين على موقع إي آس بي آن كريك إنفو (الإنجليزية)